# Нова Скотия (полуостров)
Нова Скотия или Нова Шотландия (на английски: Nova Scotia peninsula) е полуостров в югоизточната част на Канада, част от провинция Нова Скотия. Дължината му от североизток на югозапад е около 430 km, а ширината до 130 km. На север протокът Нортъмбърлънд (с минимална ширина 13 km) го отделя от остров Принц Едуард, а на североизток тесният (3 km) проток Консо – от остров Кейп Бретон (също част от провинция Нова Скотия). На югоизток се мие от водите на Атлантическия океан, на югозапад – от водите на залива Мейн, а на запад – от водите на залива Фънди. На северозапад тесният (25 km) провлак Шигнекто го свързва с континента. Бреговете на полуострова са предимно високи, стръмни и силно разчленени от стотици малки заливчета и фиорди, поради което бреговата линия на полуострова е дълга 7579 km. Изграден е от скали с палеозойска възраст (гранити, гнайси, пясъчници). В тях са образувани находища на барит, каменни въглища и каменна сол, които се разработват. Релефът му е предимно равнинен с ниски хълмисти вериги с височина до 275 m. Срещат се следи от древни заледявания. Климатът е умерен, влажен, с годишна сума на валежите до 1200 mm. По ниските хълмове са се съхранили иглолистни гори с примеси от клен и бреза. На южното му крайбрежие е разположен големият пристанищен град Халифакс, столицата на провинция Нова Скотия.